# Katíxevo
Katíxevo (en rus: Катышево) és un poble de l'óblast de Vladímir, a Rússia, segons el cens del 2012 tenia vuit habitants. Pertany al districte municipal de Múrom.